# Tiolan
Tiolanul (denumit și tetrahidrotiofen, THT) este un compus heterociclic pentaciclic cu sulf cu formula chimică C4H8S. Este omologul superior al tietanului și analogul saturat al tiofenului.

## Obținere
Tiolanul se obține în urma reacției dintre sulfura de sodiu și 1,4-diclorobutan.
Cl-(CH2)4-Cl + Na2S → C4H8S + 2NaCl
Se mai poate obține în urma reacției dintre tetrahidrofuran și acid sulfhidric. Reacția se realizează în stare gazoasă și este catalizată de alumină sau alți catalizatori acizi solizi.